# パンポン
パンポンとは茨城県日立市で生まれた球技である。日立製作所の日立工場（旧・山手工場。分社化に伴い、現在は日立インダストリアルプロダクツの日立事業所となっている）で1922年頃に始められた。木の板で作られた「ラケット」と同じく木製の「ネット」で行うテニスと卓球に似た球技で、軟式テニス用のゴムボールを用いる。類似の競技としてフリーテニスがある。

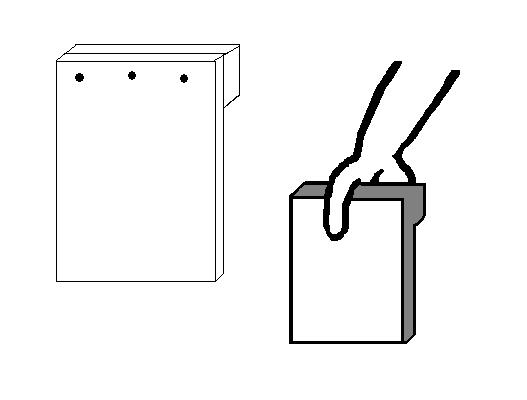
パンポンのラケットとその持ち方

## 歴史
1920年前後の日立製作所山手工場（現：日立インダストリアルプロダクツ日立事業所）では操業時間中には門が閉じられ外出できないこともあり、休み時間にキャッチボールがさかんに行われていた。しかし頻繁にボールで窓ガラスを割るものがいたため、工場内でのキャッチボール自体が禁止された。それをきっかけに地面に線を引いてコートを描き、ゴムボールを手で打ち合うようになった。その後、手の代わりに廃材の板きれを用いるようになった。
1929年にルールが作成され、当時の日立工場長であった高尾直三郎によって「パンポン」と命名された（その後、高尾によって「板球」という名称も付けられた）。
このパンポンは日立市内の地域や学校に広まるとともに、日立製作所の工場の増設に伴って日立市の外へも伝えられていった。日立製作所の本社があった新丸ビルの屋上で行われていた記録もある。
現在でも日立市内では日立市パンポン大会が開催されたり学校のクラブ活動になるなど、市民に愛されるスポーツである。
また1947年にはこのパンポンにちなんだ文芸誌「ぱんぽん」が発刊され、近年まで刊行されていた
。
2019年の国体ではパンポンがデモンストレーションスポーツとして行われた。

## コート
コートは7×2.5mの長方形で、その中に5.5×1mのサービスコートを設ける。ペンキや白い粘着テープで地面に枠線を引いたもので広場や駐車場、住宅地内の舗装道路などに数多く作られた。
コート中央に高さ0.4mの板を立て渡して「ネット」（イメージとしては極薄い平均台に似ている）とする。

## 用具
0.3×0.2mの木の板（文房具の下敷きをイメージすると判りやすい。持ちやすくするために短辺に添って木片を打ち付ける）を「ラケット」にしてゴムボール（市販されているテニスボール。アカエムなど）を打ち合う。

## ルール
ルールは卓球に準拠するが、1ゲーム4点先取の3セットマッチで行われる。
タイマーを用いて時間制限を設ける地域もある。
サービスはコートのエンドライン外から、腰の下の高さから打つ。
ダブルスでは、卓球と同じく交互にプレーする。